# هولي راندال
هولي راندال (بالإنجليزية: Holly Randall)‏ هي مصورة أمريكية، ولدت في 5 سبتمبر 1978 في هوليوود في الولايات المتحدة.

## وصلات خارجية
- الموقع الرسمي
- هولي راندال على موقع IMDb (الإنجليزية)
- هولي راندال على موقع إن إن دي بي (الإنجليزية)
- هولي راندال على موقع قاعدة بيانات الفيلم (الإنجليزية)
- هولي راندال على موقع كينوبويسك (الروسية)